# Bindlach
Bindlach – miejscowość i gmina w Niemczech, w kraju związkowym Bawaria, w rejencji Górna Frankonia, w regionie Oberfranken-Ost, w powiecie Bayreuth. Leży nad Menem, przy autostradzie A9, drodze B2 i linii kolejowej Monachium – Drezno. Na terenie gminy znajduje się port lotniczy Bayreuth.
Gmina położona jest 4 km na północ od centrum Bayreuth, 40 km na południowy zachód od Hof i 70 km na północny wschód od Norymbergi.

## Dzielnice
W skład gminy wchodzą dzielnice:
- Benk
- Bindlach
- Bindlacher Berg
- Crottendorf
- Deps
- Euben
- Ramsenthal

## Zabytki i atrakcje
- Kościół ewangelicki pw. św. Bartłomieja (St.-Bartholomäus)
- Forkenhof – zabudowania gospodarskie w dzielnicy Theta

## Oświata
W gminie znajduje się szkoła podstawowa i Hauptschule